# Alexandra Ianculescu
Alexandra „Alex“ Ianculescu (* 21. Oktober 1991 in Hermannstadt, Sibiu) ist eine ehemalige rumänisch-kanadische Eisschnellläuferin und nunmehrige Radsportlerin. 2018 vertrat sie ihr Herkunftsland Rumänien bei den Olympischen Winterspielen in Pyeongchang.

## Biografie

### Eisschnelllauf
Alexandra Ianculescu begann im Alter von zwei Jahren mit dem Skifahren und Schlittschuhlaufen. Im September 2001 wanderten ihre Eltern mit ihr und ihrer jüngeren Schwester von Sibiu nach Toronto aus. Ihre Mutter Sanda Turcu, die rumänischen Eisschnelllaufmeisterin des Jahres 1986, meldete sie bei den Toronto Cyclones an, wo sie zunächst mit dem Shorttrack anfing. Einige Jahre danach wechselte sie auf die Langbahn und zog 2008 im Hinblick auf eine olympische Laufbahn ohne ihre Familie nach Calgary.
Während sie im Olympic Oval trainierte, vertrat sie Kanada bei zwei Juniorenweltmeisterschaften und begann mit Trainer Gregg Planert zu arbeiten. Nachdem sie unter anderem in Japan mit Tomomi Okazaki trainiert hatte, wurde sie 2014 in die kanadische Nationalmannschaft aufgenommen. Im selben Jahr gab sie ihr Weltcup-Debüt über die Sprintdistanzen 500 und 1000 Meter. Trotz guter Leistungen wurde sie 2016 nicht für die Sprintweltmeisterschaft nominiert, was zu einem Zerwürfnis mit dem kanadischen Verband führte. Daraufhin startete sie für ihr Geburtsland Rumänien bei den Sprintweltmeisterschaften in Calgary und Changchun, wo sie die Ränge 27 und 18 belegte. Ianculescu qualifizierte sich nicht direkt für die Olympischen Winterspiele in Pyeongchang, rückte aber aufgrund zweier dopingbedingter Ausfälle nach. Dort blieb die zweifache rumänische Sprint-Rekordhalterin mit einer Zeit von 40,70 Sekunden über 500 Meter fast zwei Sekunden hinter ihrer persönlichen Bestleistung und belegte den 31. und letzten Platz.
Nach einer Auszeit zugunsten des Radsports kehrte Ianculescu zum Eisschnelllauf zurück. Im Sommer 2020 befolgte sie einen langjährigen Rat ihres Trainers Planert und übersiedelte ins niederländische Heerenveen, wo sie von Olympiamedaillengewinner Simon Kuipers trainiert wurde. An frühere Ergebnisse konnte sie jedoch nicht mehr anknüpfen und beendete 2022 ihre Profilaufbahn. Auf Amateurniveau ist sie weiterhin aktiv.

### Radsport
In Folge ihrer Olympiateilnahme beschloss Ianculescu 2018, sich eine Auszeit vom Eisschnelllauf zu nehmen, und begann in Vancouver mit dem Bahnradfahren.
Nach ihrer Rückkehr nach Europa widmete sie sich vermehrt dem Straßenradsport. Seit 2022 gehört sie dem niederländischen Team NWVG Uplus an. Ihr Ziel ist die Teilnahme an den Olympischen Sommerspielen 2028 in Los Angeles.
Ianculescu, die während ihrer Eisschnelllauf-Karriere ohne Sponsoren auskommen musste und bis zu ihrer Olympiateilnahme Schulden in Höhe von 55.000 US-Dollar angehäuft hatte, arbeitete jahrelang in verschiedenen Teilzeit-Jobs. 2016 rief sie ein Personal-Training-Online-Business ins Leben, seit 2021 veröffentlicht sie auf ihrem Onlyfans-Profil Bikinifotos von sich.
Alexandra Ianculescu spricht neben Englisch und Rumänisch auch Deutsch und Französisch. Sie war ab 2023 ein paar Monate lang mit dem österreichischen Radrennfahrer Felix Gall liiert.

## Erfolge

### Olympische Spiele
- Pyeongchang 2018: 31. Platz 500 m

### Weltmeisterschaften
- Calgary 2017: 27. Sprint-Mehrkampf
- Changchun 2018: 18. Sprint-Mehrkampf

### Weitere Erfolge
- Rumänischer Meistertitel im Inline-Speedskating 2007 und 2008

## Persönliche Bestleistungen
- 100 m: 11,30 s (aufgestellt am 12. Februar 2011 in Halifax)
- 500 m: 38,80 s (aufgestellt am 28. Dezember 2013 in Calgary)
- 1000 m: 1:16,75 min (aufgestellt am 26. Oktober 2014 in Calgary)
- 1500 m: 2:00,77 min (aufgestellt am 2. Januar 2014 in Calgary)
- 3000 m: 4:32,05 min (aufgestellt am 21. November 2009 in Calgary)
- 5000 m: 8:51,02 min (aufgestellt am 5. Dezember 2010 in Québec)